# Selex ES Falco
El Falco (español: halcón) es un vehículo aéreo no tripulado (UAV) táctico y de reconocimiento diseñado y producido por Selex ES (ahora Leonardo, anteriormente Leonardo-Finmeccanica y Finmeccanica, originalmente por Galileo Avionica de Italia). El UAV está diseñado para ser una plataforma de vigilancia de mediana altitud y resistencia media capaz de transportar una variedad de cargas útiles, incluidos varios tipos de sensores de alta resolución. También está disponible una variante más grande, el Falco EVO, capaz de transportar cargas útiles más grandes. Ninguno de los sistemas está diseñado para transportar armas. Según se informa, el cliente del lanzamiento, Pakistán, quería que el Falco estuviera armado, petición que Italia rechazó.